# Arrondissement Digne-les-Bains
Das Arrondissement Digne-les-Bains ist eine Verwaltungseinheit des Départements Alpes-de-Haute-Provence innerhalb der französischen Region Provence-Alpes-Côte d’Azur. Präfektur ist Digne-les-Bains.
Es besteht aus acht Kantonen und 46 Gemeinden.

## Kantone
- Château-Arnoux-Saint-Auban (mit 5 von 8 Gemeinden)
- Digne-les-Bains-1
- Digne-les-Bains-2
- Forcalquier (mit 1 von 15 Gemeinden)
- Oraison (mit 1 von 3 Gemeinden)
- Riez (mit 14 von 26 Gemeinden)
- Seyne (mit 14 von 34 Gemeinden)
- Valensole (mit 1 von 10 Gemeinden)

## Gemeinden
Die Gemeinden des Arrondissements Digne-les-Bains sind:
| 1. Aiglun (04001)                  | 2. Archail (04009)                     | 3. Auzet (04017)                     | 4. Barles (04020)                 |
| 5. Barras (04021)                  | 6. Beaujeu (04024)                     | 7. Beynes (04028)                    | 8. Bras-d’Asse (04031)            |
| 9. Champtercier (04047)            | 10. Château-Arnoux-Saint-Auban (04049) | 11. Châteauredon (04054)             | 12. Digne-les-Bains (04070)       |
| 13. Draix (04072)                  | 14. Entrages (04074)                   | 15. Estoublon (04084)                | 16. Ganagobie (04091)             |
| 17. Hautes-Duyes (04177)           | 18. L’Escale (04079)                   | 19. La Javie (04097)                 | 20. La Robine-sur-Galabre (04167) |
| 21. Le Brusquet (04036)            | 22. Le Castellard-Mélan (04040)        | 23. Le Chaffaut-Saint-Jurson (04046) | 24. Le Vernet (04237)             |
| 25. Les Mées (04116)               | 26. Majastres (04107)                  | 27. Malijai (04108)                  | 28. Mallefougasse-Augès (04109)   |
| 29. Mallemoisson (04110)           | 30. Marcoux (04113)                    | 31. Mézel (04121)                    | 32. Mirabeau (04122)              |
| 33. Montclar (04126)               | 34. Moustiers-Sainte-Marie (04135)     | 35. Peyruis (04149)                  | 36. Prads-Haute-Bléone (04155)    |
| 37. Sainte-Croix-du-Verdon (04176) | 38. Saint-Jeannet (04181)              | 39. Saint-Julien-d’Asse (04182)      | 40. Saint-Jurs (04184)            |
| 41. Saint-Martin-lès-Seyne (04191) | 42. Selonnet (04203)                   | 43. Seyne (04205)                    | 44. Thoard (04217)                |
| 45. Verdaches (04235)              | 46. Volonne (04244)                    |                                      |                                   |

## Neuordnung der Arrondissements 2017

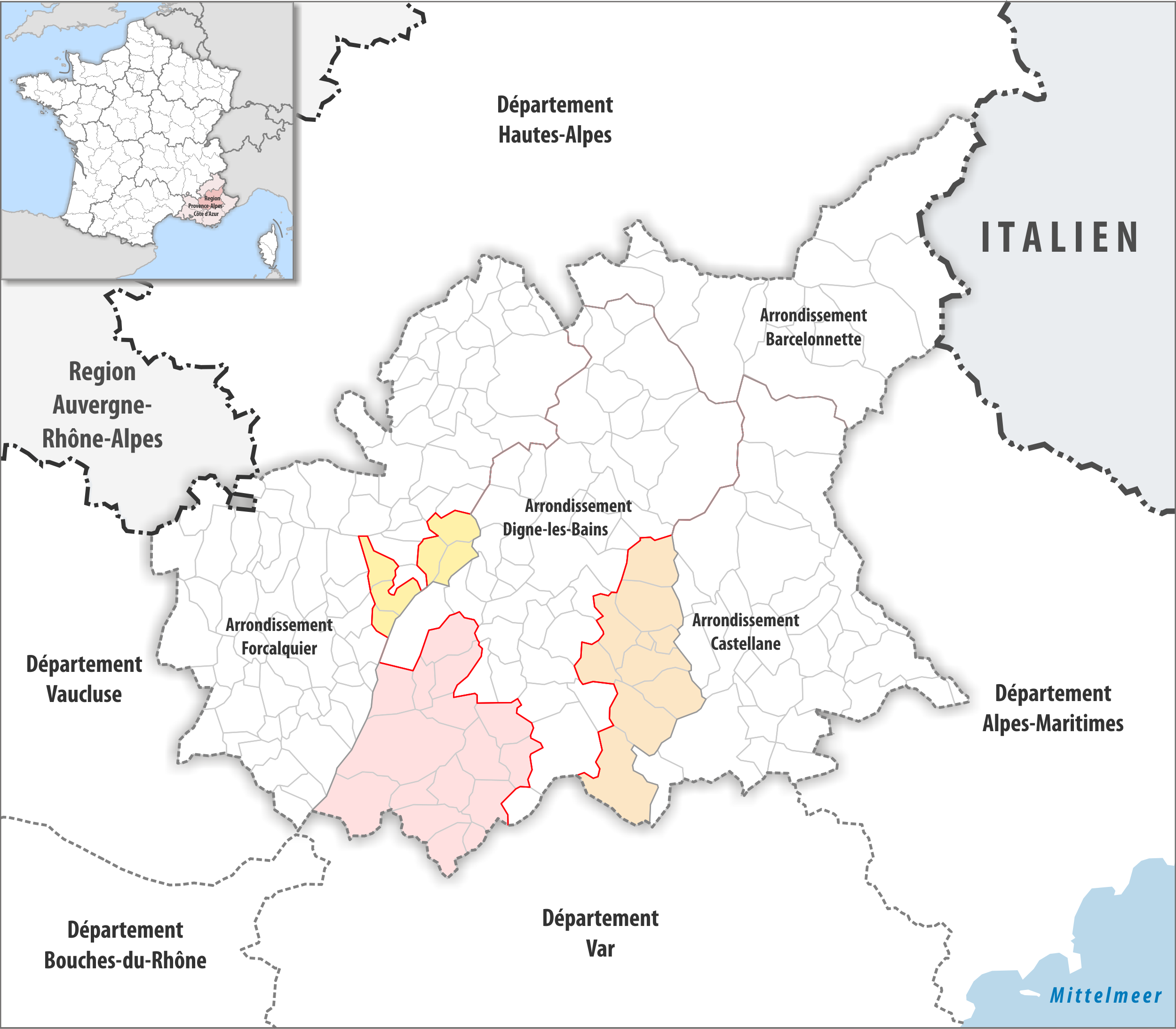
Arrondissementsanpassungen im Jahr 2017

Durch die Neuordnung der Arrondissements im Jahr 2017 wurde aus dem Arrondissement Digne-les-Bains die Fläche der neun Gemeinden Barrême, Blieux, Chaudon-Norante, Clumanc, La Palud-sur-Verdon, Saint-Jacques, Saint-Lions, Senez und Tartonne dem Arrondissement Castellane und die Fläche der 16 Gemeinden Allemagne-en-Provence, Brunet, Entrevennes, Esparron-de-Verdon, Gréoux-les-Bains, Le Castellet, Montagnac-Montpezat, Oraison, Puimichel, Puimoisson, Quinson, Riez, Roumoules, Saint-Laurent-du-Verdon, Saint-Martin-de-Brômes und Valensole dem Arrondissement Forcalquier zugewiesen.
Dafür wechselte die Fläche der sechs Gemeinden Château-Arnoux-Saint-Auban, Ganagobie, L’Escale, Mallefougasse-Augès, Peyruis und Volonne vom Arrondissement Forcalquier zum Arrondissement Digne-les-Bains.